# 温室效应

温室效应的原理图

溫室效应（英語：Greenhouse effect）是指行星的大氣層因為吸收辐射能量，使得行星表面升溫的效应。由於溫室效应，行星表面溫度會比沒有大氣層時的溫度要高。以往認為其機制類似溫室使其中氣溫上昇的機制，故名為「溫室效应」。不少研究指出，人為因素使地球上的温室效应異常加劇，而造成全球暖化的效应。
太阳辐射主要是因為短波辐射，然而地面辐射和大气辐射則是长波辐射。大气对长波辐射的吸收力较强，对短波辐射的吸收力较弱。当太阳光照射到地球上，部分能量被大气吸收，部分被反射回宇宙，大約47%的能量被地球表面吸收，同时地球表面无论昼夜都以红外线的方式向宇宙散发吸收的能量，其中也有部分被大气吸收。
大气层像覆盖玻璃的温室一样，保存了一定的热量，使得地球不至于像没有大气层的月球一样，被太阳照射时温度急剧升高，不受太阳照射时温度急剧下降。一些理論認為，由於溫室氣體的增加，使地球整體所保留的熱能增加，導致全球暖化。 
如果沒有溫室效應，地球就會冷得不適合人類居住。據估計，如果沒有大氣層，地球表面平均溫度會是−18℃。正是有了温室效应，使地球平均温度维持在15℃，然而当下过多的温室气体导致地球平均温度高于15℃。
目前，人類活動使大氣中温室气体含量增加，由於燃燒化石燃料及水蒸氣、二氧化碳、甲烷等產生排放的氣體，經紅外線輻射吸收留住能量，導致全球表面溫度升高，加劇溫室效應，造成全球暖化。为了解決此問題，联合国制定了气候变化框架公约，控制温室气体的排放量，防止地球的溫度上升，影響生態和環境。

## 歷史
约瑟夫·傅里叶在1824年就提出有溫室氣體存在的想法，1827年時克勞德·普雷特也加強了此論點，並在1838年提出相關的證據，1859年時約翰·廷德爾也用實驗數據驗證。1896年時斯凡特·奥古斯特·阿伦尼乌斯也確認了此一效應
。不過這些科學家都沒有用「溫室效應」來描述此一現象，一直到1901年尼尔斯·古斯塔夫·埃科赫姆才開始使用此一名詞。
1917年時亚历山大·格拉汉姆·贝尔提到「（未檢測到的化石燃料燃燒）會造成類似溫室的效應」。因此贝尔也倡導其他的替代能源，例如太陽能。

## 機制
地球會吸收太陽釋放的电磁波辐射如紫外線、可見光以及近紅外線。在大氣層上端可接收到的所有輻射能中，大氣和雲會反射26%的能量到太空中，而大氣和雲本身會吸收19%的能量。大部份剩下的能量都是由地球表面吸收，因為地表的溫度比太陽要冷很多，因此其釋放的遠紅外線波長也比太陽釋放的電磁波波長要长很多。大部份的熱輻射是由大氣吸收，大氣溫度會因此提高，大氣除了吸收太陽釋放的電磁波以及地球的熱輻射外，大氣也會由地面的顯熱和潛熱通量接收到能量。大氣會往上方及下方輻射能量，部份往下方輻射的能量是由地表吸收，因此地表溫度會較沒有大氣時的地表溫度要高。

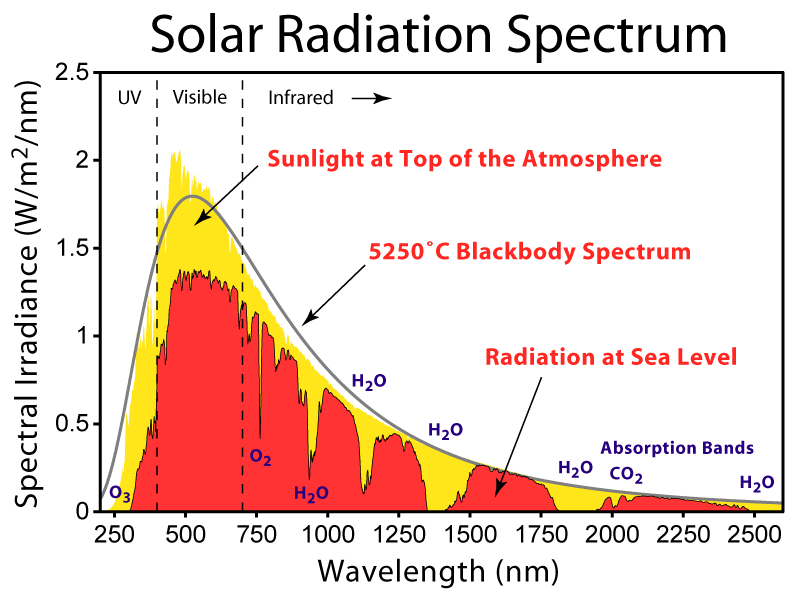
在大氣層上方及海平面上太陽輻射頻譜的差異

一個理想熱傳導性的黑體若位在地球的位置，接收到太陽輻射的熱量，其溫度大約會是5.3 °C。不過因為地球反射掉約30%的太陽輻射能量，其理想有效溫度（使黑體輻射熱量和其吸收熱量相同的溫度）應該是−18 °C。上述假想星球的表面溫度（−18 °C）較地球的平均表面溫度14 °C低了約33 °C。
上述基礎的機制可以用許多方式來量化，而且這些方式都不會影響基礎機制。靠近地面的大氣不會吸收熱輻射（但在對應溫室效應的波長段例外），大部份來自地表的熱損失是因為顯熱及潛熱的傳播。在大氣中的高度越高，因為水蒸氣（一種重要的溫室氣體）的濃度降低，因此其輻射的熱損失會越大。可以將温室效应視為在對流層中段加上一個「表面」，該表面的特性再根據氣溫垂直遞減率來調整。這個簡單的模型是假設溫度是在穩態的條件，不過實際的溫度會因為晝夜週期、季節週期及氣候的變化而變化。在晚上，因為大氣的放射率較低，大氣溫度會較低，但變化不大。晝夜溫度變化會隨著高度而遞減。
在輻射效應比較顯著的區域中，也就比較接近上述理想溫室效應描述的情形。地球表面的溫度約為255 K，會以發射長波的紅外線，波長約在 4–100 μm。溫室氣體對入射的太陽輻射是透明的（不吸收也不會反射），但會吸收此波長下的能量。有溫室氣體的每一層大氣層都會吸收一些由下方所發射的能量，再往上方及下方再發射，發射能量和吸收能量達到平衡。因此越下方的大氣越溫暖。若增加溫室氣體的濃度也就增加了吸收及再發射的能量，因此會使大氣層更溫暖，最後也會使地面變溫暖。
溫室氣體－包括大部份由二種不同原子組成的雙原子氣體（例如一氧化碳）以及所有由三個或多個原子組成的氣體－可以吸收及發射紅外線輻射。雖然乾燥大氣中有99%（氧氣、氮氣及氬氣）都不會吸收及發射紅外線，不過分子間的碰撞使得溫室氣體吸收及發射的能量可以傳遞到其他非溫室氣體。

## 溫室氣體

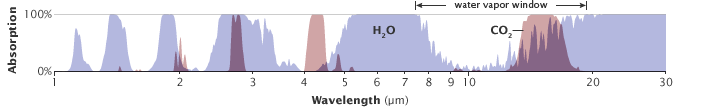
水蒸氣以外，大氣中的氣體只會吸收某一頻段的能量對其他頻段的輻射是透明的。水蒸氣（藍色部份）和二氧化碳（粉紅色部份）的吸收頻譜在一些區域是重疊的。二氧化碳所造成的温室效应其實遠遠不如水蒸氣，但二氧化碳會吸收波長在12-15μm的能量，剛好落在地球表面熱輻射穿透水蒸氣到太空的波長窗口，加強了水蒸氣溫室效應不足之處，要比其他氣體重要 (Illustration NASA, Robert Rohde)。

若以對地球溫室效應的影響來排名，前四名的氣體是：
- 水蒸氣，36–70%
- 二氧化碳，9–26%
- 甲烷，4–9%
- 臭氧，3–7%

因為各氣體吸收及釋放頻譜有重疊，實務上很難去界定各氣體對温室效应的貢獻程度。非氣體也可能會造成温室效应，其中最主要的是雲，雲也會吸收及釋放紅外線輻射，因此對大氣中的輻射特性也有一定影響。

## 對氣候變遷的影響

莫納羅亞火山天文台量測到的基林曲線，也就是大氣中的二氧化碳濃度

因為人類活動造成温室效应的增強稱為增強型（或人為）温室效应。人類活動對輻射驅動力的增加是造成大氣中二氧化碳增加的原因。根據最近政府間氣候變化專門委員會的評估報告「大氣中二氧化碳、甲烷及一氧化氮的濃度已到達過去八十萬年來史前無例的程度，這些氣體的影響以及其他人為作用已影響了氣候系統，可能是二十世紀以來觀察到暖化現的主要原因。」
CO2是因為燃燒化石燃料以及其活動（例如水泥製造及熱帶森林開伐等）所造成。莫納羅亞火山天文台量測到的CO2濃度已由1960年的313ppm到2010年的389 ppm。在2013年5月9日已到達400 ppm的里程碑。目前觀測到的CO2濃度已超過冰核心數據中的地質紀錄最大值（約300 ppm）。因燃燒產生二氧化碳對整體氣候的影響是第一個提出的温室效应，是斯凡特·奥古斯特·阿伦尼乌斯在1896年提出。
在過去的八十萬年之間，冰核心數據中的二氧化碳紀錄最低值有到180 ppm，在工業革命前到270 ppm。古氣候學認為二氧化碳的變化是在這個時間尺度下造成氣候變異的主要因素。

## 真正的溫室

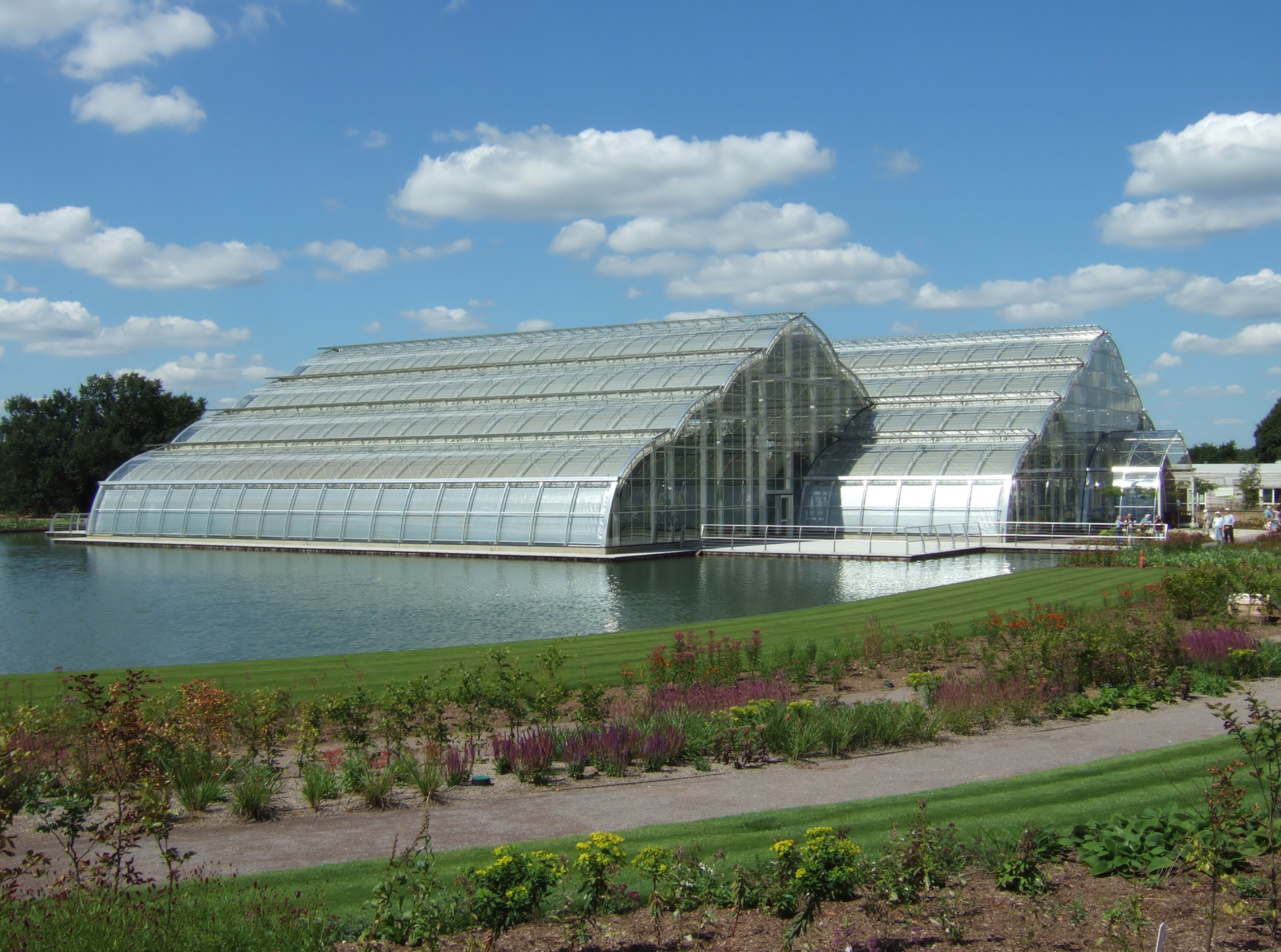
現代的溫室

温室效应取名自受太陽照射而暖和的溫室。許多來源的解釋提到溫室中較高的溫度是因為太陽的紫外線、可見光及红外线透過玻璃照到溫室內，由溫室中的地板及內容物吸收，因為溫度較高，因此會發射波長較長的紅外線。玻璃及溫室中用的其他材料無法讓紅外線穿透，因此紅外線無法透過輻射轉移離開溫室。而溫室是密閉空間，因此也無法透過对流传热的方式將熱傳遞到界，溫室內的室溫因此而提高。温室效应是因為會吸收紅外線的溫室氣體（例如二氧化碳及甲烷）其作用和溫室中的玻璃相近。而且地球也沒有夠多的空氣離開地球，因此也不會進行對流傳熱。
不過地球的温室效应和溫室中使室溫變高的效應是不同的，溫室不是因為溫室效應才使室溫變高。
温室室溫升高的原因主要是讓陽光照射到溫室中，而室內無法經過對流將熱傳到外界。溫室效應讓地球變熱的原因是因為溫室氣體吸收輻射能，使大氣變溫暖，再將其中的部份能量再發射回地面。
温室會以可以讓陽光通過的材料製造，多半是塑膠或是玻璃，其中室溫提高的原因是因為陽光溫暖温室內的地面及內容物，再間接的使室溫提高。因為温室內是密閉空間，因此空氣溫度會繼續上昇，和室外熱空氣會上昇，和冷空氣混合的情形不同。若將溫室的一個小窗戶打開，室內溫度會快速下降。羅伯特·伍德曾在1909年進行實驗，用石鹽（紅外線可以穿透的材質）作為溫室的材料，若温室的玻璃無法讓紅外線通過是因温室室溫升高的原因，用石鹽作的温室應該無此效果，不過其室溫和玻璃作的温室類似。因此溫室的原理是因為阻止室內空氣和室外對流，因此使得室溫變高。
許多現在的量化研究指出温室中避免紅外線輻射傳熱的效果雖不是溫室原理的主因，但其傳熱也有一定的量。在温室效率的經濟考量上仍有一定的影響。有研究在溫室內部中貼上對紅外線高反射係數的幕，研究近紅外線的輻射，發現熱量的需求減少了8%，研究也建議用染料塗在透明的表面上。

## 其他星球的温室效应
在太陽系中，火星和金星也有溫室效應。金星的大氣主要成份是二氧化碳，因此温室效应相當显著。土卫六的大氣會吸收太陽輻射，但不會吸收紅外線的輻射，因此會有反温室效应，使得其氣溫下降。冥王星大气层溫度也比預期的要冷，因為其中氮的蒸發使大氣冷卻。
若温室效应中的正反馈造成溫室氣體全部蒸發進入大氣中，稱為失控温室效应。金星之所以会有超高的表面气温，便是由于超高的二氧化碳浓度导致的失控温室效应。